# Mariano Stabile (homme politique)
Ne doit pas être confondu avec le chanteur d'opéra Mariano Stabile.
Mariano Stabile, né à Palerme le 25 janvier 1806, mort à Palerme, le 10 juillet 1863, est un patriote et homme politique italien. 
Libéral modéré opposé au pouvoir des Bourbon en Sicile, il est l'un des principaux protagonistes de la révolution sicilienne de 1848. Exilé en France après cet événement, il revient à Palerme après l'expédition des Mille et occupe le poste de président du conseil provincial et maire de la ville. 

## Biographie

### Libéral modéré durant la révolution de 1848
Ayant perdu son père et sa mère très jeune, Mariano Stabile doit prendre en charge l'éducation de ses frères Francesco et Carlo et de sa sœur Concetta. Il étudie les mathématiques et l'économie politique puis travaille dans le commerce du soufre. 
Il participe à la création du Casino Geraci, cercle qui devient l'un des espaces intellectuels de l'opposition palermitaine à la présence des Bourbons de Naples en Sicile. Il s'inscrit dans l'école économique sicilienne, traditionnellement antiféodale depuis Nicolò Palmeri et Giovanni Aceto, et à laquelle appartiennent également ses contemporains Emerico Amari, Vito d'Ondes Reggio et Francesco Ferrara. 
Il devient avec Ruggero Settimo et Amari l'un des animateurs du Risorgimento en Sicile. Aspirant à imposer au roi Ferdinand II l'instauration d'une constitution reconnaissant l'autonomie sicilienne, ces libéraux modérés adoptent entre la fin de 1847 et le début de 1848, une posture favorable à l'obtention de ce statut par la force. En octobre 1847, le préfet de police de Naples s'intéresse ainsi aux activités de Mariano Stabile, ainsi qu'à celles du futur maire de Mazara del Vallo, le prince de Granatelli, et du futur député Luigi Scalia. 
Le 12 janvier 1848, c'est chez ce dernier que Stabile organise avec les autres acteurs de la révolution naissante (notamment Casimiro Pisani, Giacinto Carini, Antonino Minneci et Francesco Di Giovanni). Le 14, il intègre l'un des quatre comités révolutionnaires, celui chargé des finances présidé par le marquis Francesco Paolo Starabba di Rudinì, puis lors de la constitution du gouvernement provisoire le 2 février, il en occupe le secrétariat général alors que Settimo est président.  
Représentant de la partie libérale plus modérée du mouvement révolutionnaire, il rédige le texte qui affirme que les armes ne seront déposées que lorsque Ferdinand aura convoqué le parlement sicilien afin de restaurer la constitution de 1812. Les révoltés réclament un Parlement propre à l'île, autonome pour les discussions concernant les affaires intérieures et la politique étrangère,  hormis les traités commerciaux, et l'impossibilité d'envoyer les troupes napolitaines ou étrangères en Sicile sans l'accord des députés. 
Sous la pression du représentant britannique à Naples, Lord Minto, Ferdinand II accorde une nouvelle constitution le 10 février et convoque le parlement le 6 mars. Le roi officialise également le Comité général en nommant par décret  Settimo lieutenant général en Sicile et Stabile secrétaire du Conseil des ministres, avec le rang de directeur du secrétariat. Lors de l'ouverture des travaux du Parlement, le 25 mars, Stabile est nommé ministre des affaires étrangères, de l'agriculture et du commerce. Le 13 avril, après la lecture du rapport introductif de Stabile, le Parlement sicilien déchoit Ferdinand II de Bourbon du trône de Sicile. L'union des forces révolutionnaires s'étiole et la frange démocrate et républicaine s'oppose de plus en plus aux libéraux modérés. Stabile est contraint à la démission face aux attaques de Pasquale Calvi, Giovanni Raffaele et Giuseppe La Masa, et est remplacé en août par le marquis de Torrearsa. Il prend la présidence de la Chambre des communes.   
En réaction à l'avancée des troupes napolitaines dirigées par le général Carlo Filangieri, Stabile est rappelé comme ministre de la Guerre le 14 mars 1849 sans pouvoir résister au retour du pouvoir des Bourbons.  

### Les années d'exil
Il est l'un des 43 patriotes siciliens explicitement exclus de l'amnistie accordée par Filangieri aux rebelles ce qui le contraint.  
Le 24 avril, il embarque avec Pietro Lanza, prince de Scordia et de Butera, le marquis de Torrearsa, Michele et Emerico Amari sur le vapeur français le Rhamsès, qui coule au large de Trapani. Les passagers sont secourus et débarquent à Marseille, d'où Stabile part pour Paris. Il travaille dans une maison de commerce durant 12 ans, sans abandonner son activité contre les Bourbons de Naples. Avec Amari et Granatelli notamment, il adresse aux États européens une protestation solennelle contre le gouvernement du royaume des Deux-Siciles.  
Il est convaincu de la nécessité d'unir les territoires italiens sont la couronne de Savoie, mais est à l'écart des préparatifs de l'expédition des Mille et de l'Insurrection de Palerme. 

### Maire de Palerme
Il revient en Sicile après l'expédition des Mille de Garibaldi et devient, le 19 octobre 1860, vice-président du Conseil d'État extraordinaire sous le gouvernement dictatorial dirigé par Antonio Mordini.
Dirigeant les modérés palermitains, il est ensuite le premier président du conseil provincial de Palerme, de septembre 1861 à juin 1863, et est nommé sénateur du royaume d'Italie, sans pouvoir se rendre à Turin pour prêter serment à cause de sa santé.
Pourtant il est maire de Palerme du 19 décembre 1862 jusqu'à sa mort, le 10 juillet 1863. Il renforce l'administration municipale, relance les travaux publics pour répondre aux besoins d'emploi et au développement démographique de la ville, développe l'enseignement à travers l'ouverture d'écoles dont le nombre passe de 19 à 49, et tente de redresser les comptes grâce à l'application de la loi Mordini, qui fait porter les dettes de la commune par l'État,.
En février 1863, il propose de déplacer la Fontana Pretoria vers la piazza Marina, et d'y élever à la place une statue représentant Garibaldi, qui aurait dormi, le 27 mai 1860, sur les marches du monument alors que les bombes de l'armée des Bourbons visaient Palerme. Le conseil municipal et l'opinion publique s'opposent à cette proposition que conteste également aussi l'éditeur Francesco Perroni Paladini. Finalement, le nom du général est donné au jardin de la Piazza Marina et Stabile meurt en fonction peu de temps après cette polémique. 

## Hommages

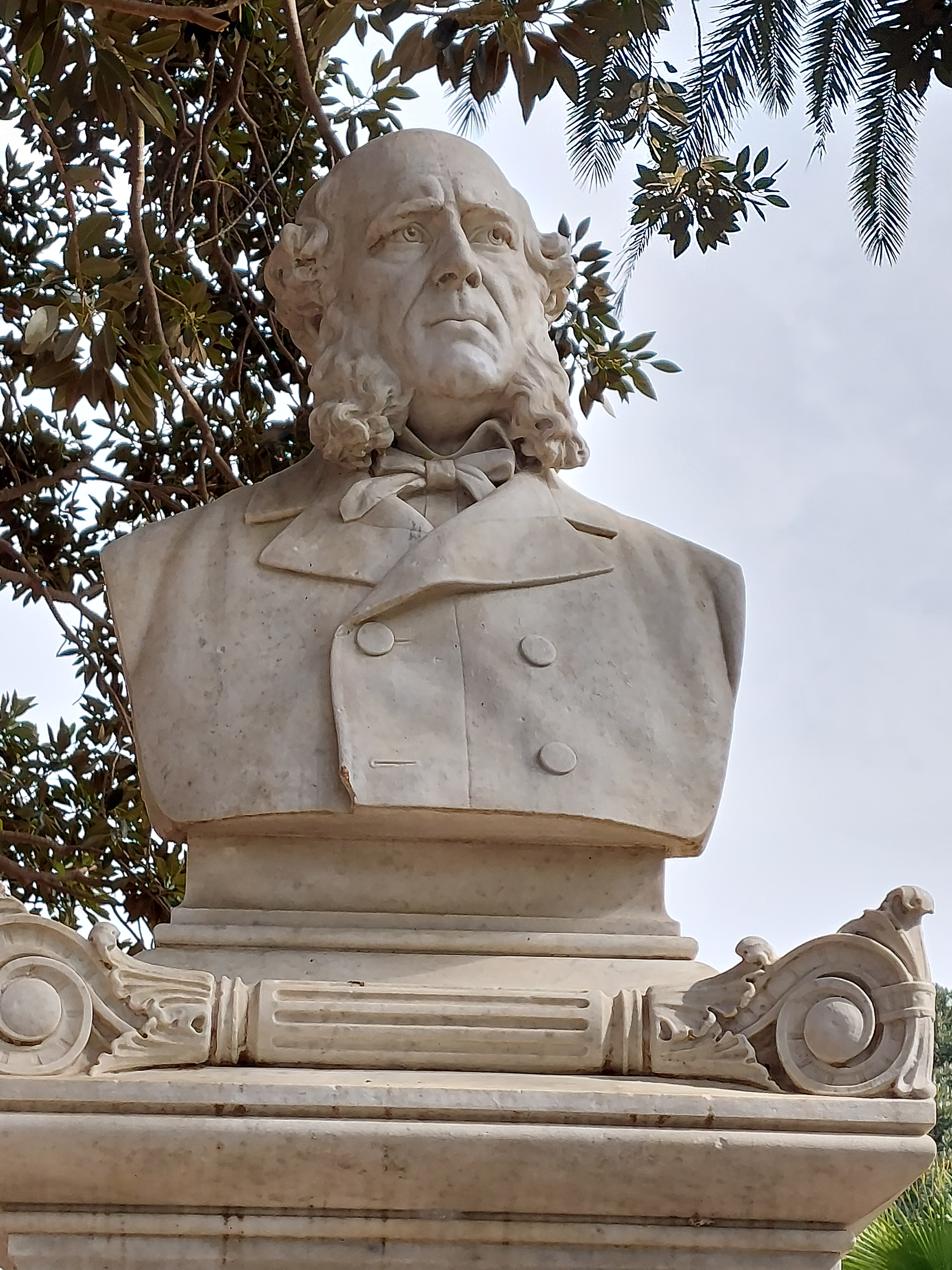
Buste de Mariano Stabile au Jardin anglais de Palerme.

Mariano Stabile est inhumé au cimetière de Santa Maria di Gesù. Son mausolée est l’œuvre de Giuseppe Damiani Almeyda.
L'ancienne rue dite « stradone di Ventimiglia » ou  à Palerme porte son nom.
Trois bustes exposés à Palerme rendent hommage à Stabile, l'un au palais Pretorio, un autre au jardin anglais et un dernier au musée du Risorgimento.